# 福井重雅
福井 重雅（ふくい しげまさ、1935年12月11日 - 2020年3月13日）は、日本の東洋史学者。早稲田大学名誉教授。

## 経歴
出生から修学期
1935年、東京府牛込区（現東京都新宿区）で生まれた。1954年、早稲田大学高等学院を卒業。早稲田大学第一文学部史学科東洋史専修に進学し、1958年に卒業。同大学院文学研究科に進み、1965年に博士課程を単位取得満期退学。
東洋史研究者として
1965年、同大学文学部講師となった。1971年に助教授、1967年に同教授昇格。1988年、学位論文『漢代官吏登用制度の研究』を早稲田大学に提出し、文学博士号を取得。2006年に早稲田大学を定年退職し、名誉教授となった。

## 受賞・栄典
- 2015年：瑞宝中綬章を受章[4]。

## 家族・親族
- 父：福井康順は仏教学者。
- 兄：福井文雅も仏教学者。
- 義理の姪：毬谷友子やえまおゆうがいる（妻が毬谷の母やえまおの母の妹）[4]。

## 著作
著書
- 『古代中国の反乱』教育社歴史新書・東洋史 1982
- 『基礎からよくわかる世界史』旺文社 1983
- 『漢代官吏登用制度の研究』創文社(東洋学叢書) 1988
- 『基礎からよくわかる世界史B』旺文社 1994
- 『陸賈『新語』の研究』汲古書院(汲古選書) 2002

- 『漢代儒教の史的研究 儒教の官学化をめぐる定説の再検討』汲古書院(汲古叢書) 2005

翻訳
- 『近代中国における宗教の足跡』ウィンーチット＝チャン（英語版）著、金花舎(叢書/仏教文化の世界) 1974
- 『中国の思考様式』アーサー・F・ライト編著、編訳、金花舎(叢書/仏教文化の世界) 1978
- 『世界の宗教シリーズ 6 仏教の世界』アン＝バンクロフト著、帝国書院(ジュニア地理)　1988
- 『西京雑記』編訳注、東方書店 2000

編著・記念論文集
- 『中国古代の歴史家たち 司馬遷・班固・范曄・陳寿の列伝訳注』 早稲田大学出版部 2006
- 『古代東アジアの社會と文化 福井重雅先生古稀・退職記念論集』汲古書院 2007

論文
- Cinii